# Реваз Чікоїдзе
Реваз Чікоїдзе (груз. რევაზ ჩიკოიძე; нар. 30 травня 1984, Тбілісі) — грузинський параспортсмен (дзюдо), п'ятиразовий бронзовий призер чемпіонатів Грузії (2008, 2006, 2009, 2010, 2013), срібний призер чемпіонату світу (2010) і бронзовий призер (2006), чемпіон Європи з парадзюдо (2019, Генуя, Італія). Дворазовий паралімпійський срібний призер (2021, 2024).